# Jerzy Harasymowicz

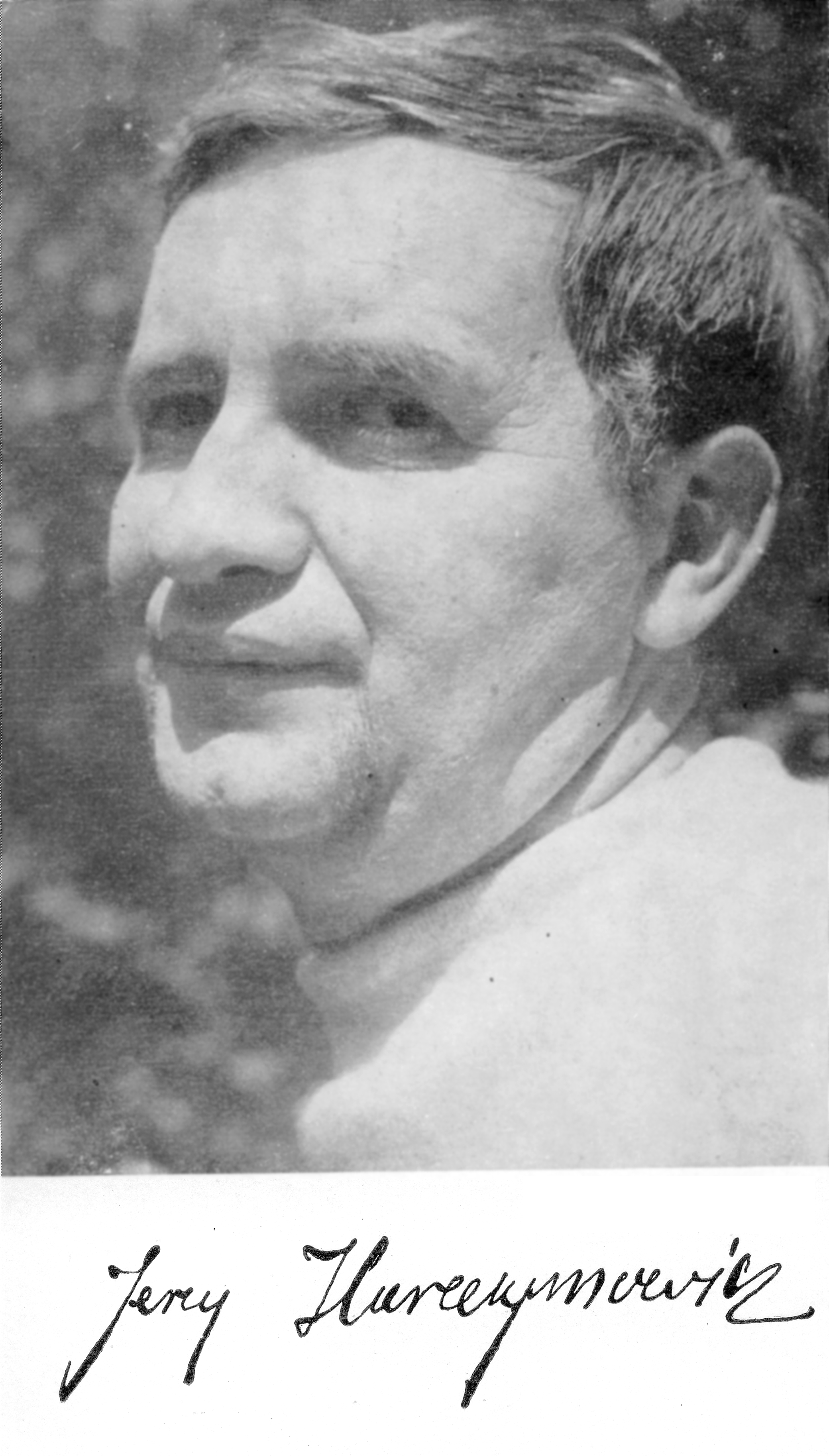
Jerzy Harasymowicz

Jerzy Harasymowicz (n. 24 iulie 1933, Puławy – d. 21 august 1999, Cracovia) a fost un poet polonez.

## Opere literare
- Cuda (1956)
- Powrót do kraju łagodności (1957)
- Wieża melancholii (1958)
- Przejęcie kopii (1958)
- Genealogia instrumentów (1959)
- Mit o świętym Jerzym (1959)
- Ma się pod jesień (1962)
- Podsumowanie zieleni (1964)
- Budowanie lasu (1965)
- Pastorałki polskie (1966, 1980)
- Zielony majerz (1969)
- Madonny polskie (1969, 1973, 1977)
- Znaki nad domem (1971)
- Bar na Stawach (1972, 1974)
- Zielnik. Pascha Chrysta (1972)
- Polska weranda (1973)
- Małopolska (1973,  1975)
- Córka rzeźnika (1974)
- Żaglowiec i inne wiersze (1974)
- Barokowe czasy (1975)
- Banderia Prutenorum ... (1976)
- Polowanie z sokołem (1977)
- Cudnów (1979)
- Wiersze miłosne (1979, 1982, 1986)
- Z nogami na stole (1981)
- Wesele rusałek (1982)
- Wiersze na igrzyska (1982)
- Wiersze sarmackie (1983)
- Dronsky (1983)
- Złockie niebo cerkiewne (1983)
- Klękajcie narody (1984)
- Na cały regulator (1985)
- Lichtarz ruski (1987)
- Ubrana tylko w trawy połonin (1988)
- Za co jutro kupimy chleb (1991)
- Kozackie buńczuki (1991)
- W botanicznym. Wiersze zen (1992)
- Czeremszanik (1993)
- Zimownik (1994)
- Worożycha (1994)
- Samotny jastrząb (1995)
- Klasztor na księżycu (1996)
- Srebrne wesele (1997)